# The Help
The Help és una pel·lícula dramàtica estrenada el 10 d'agost de 2011 als Estats Units. És protagonitzada per Emma Stone, Viola Davis i Bryce Dallas Howard. L'obra està basada en la novel·la de Kathryn Stockett, de títol homònim. Ha guanyat un premi Globus d'Or a la millor actriu de repartiment i està nominada a quatre premis Oscar.

## Argument
L'Eugènia "Skeeter" Phelan (Emma Stone) és una formosa jove de vint-i-dos anys que ha tornat a casa a Jackson, al sud dels Estats Units, després d'acabar els estudis a la Universitat de Mississipi. Tanmateix, en la dècada del 1960, la mare de l'Eugènia (Allison Janney) no descansarà fins que la seva filla estigui compromesa.
L'Aibileen Clark (Viola Davis) és una criada negra. Una dona intel·ligent i seriosa que ha criat disset nens blancs. Després de perdre el seu fill, mentre els seus caps no feien res, l'Aibileen sent que ha canviat quelcom en la seva vida i es compromet amb l'educació de la nena de qui té cura, tot i que sap que amb el pas del temps hauran de separar-se. La Minny Jackson (Octavia Spencer) és la millor amiga de l'Aibileen, una dona baixa, grasseta i probablement la dona més tafanera de l'estat. Perd la feina, però finalment sembla que en troba una altra en una casa.
L'Eugènia, l'Aibileen i la Minny s'uniran per dur a terme un projecte clandestí que suposarà un gran risc per a totes elles. Això no obstant, s'hi aventuren amb la fi de tractar d'alliberar-se de les cadenes de l'època, la ciutat i dels prejudicis de llurs habitants.

## Repartiment principal
- Emma Stone com a Eugènia "Skeeter" Phelan
- Viola Davis com a Aibileen Clark
- Bryce Dallas Howard com a Hilly Hoolbrook
- Octavia Spencer com a Minny Jackson
- Jessica Chastain com a Celia Foote
- Sissy Spacek com a Missus Foote
- Mike Vogel com a Johnny Foote
- Allison Janney com a Charlotte Phelan

## Producció
Va començar a filmar-se el mes de juliol de 2010. Es rodà íntegrament a l'estat de Mississipi (Estats Units), concretament a les localitats de Jackson, Greenwold i Clarksdale. Tot de crítics especialitzats i experts en la taquilla van subratllar les semblances entre The Help i The Blind Side (2009), ja que tenen una temàtica semblant, foren ben rebudes per la premsa cinematogràfica i ambdues obtingueren grans recaptacions. El primer tràiler fou llançat per Buena Vista International el 18 d'abril de 2011 i el pòster es presentà dies després de la sortida del tràiler, el 21 d'abril de 2011.

## Premis
Premis Oscar
| Any  | Categoria                | Persona           | Resultat   |
| ---- | ------------------------ | ----------------- | ---------- |
| 2011 | Millor pel·lícula        | Millor pel·lícula | Candidata  |
| 2011 | Millor actriu            | Viola Davis       | Candidata  |
| 2011 | Millor actriu secundària | Octavia Spencer   | Guanyadora |
| 2011 | Millor actriu secundària | Jessica Chastain  | Candidata  |

Globus d'Or
| Any  | Categoria                   | Persona                                      | Resultat   |
| ---- | --------------------------- | -------------------------------------------- | ---------- |
| 2011 | Millor pel·lícula dramàtica | Millor pel·lícula dramàtica                  | Candidata  |
| 2011 | Millor actriu dramàtica     | Viola Davis                                  | Candidata  |
| 2011 | Millor actriu secundària    | Octavia Spencer                              | Guanyadora |
| 2011 | Millor actriu secundària    | Jessica Chastain                             | Candidata  |
| 2011 | Millor cançó original       | Mary J. Blige Thomas Newman Harvey Mason Jr. | Candidats  |

Premis BAFTA
| Any  | Categoria                | Persona           | Resultat   |
| ---- | ------------------------ | ----------------- | ---------- |
| 2011 | Millor pel·lícula        | Millor pel·lícula | Candidata  |
| 2011 | Millor actriu            | Viola Davis       | Candidata  |
| 2011 | Millor actriu secundària | Octavia Spencer   | Guanyadora |
| 2011 | Millor actriu secundària | Jessica Chastain  | Candidata  |
| 2011 | Millor guió adaptat      | Tate Taylor       | Candidat   |

Premis del Sindicat d'Actors
| Any  | Categoria                | Persona            | Resultat   |
| ---- | ------------------------ | ------------------ | ---------- |
| 2011 | Millor actriu            | Viola Davis        | Guanyadora |
| 2011 | Millor actriu secundària | Octavia Spencer    | Guanyadora |
| 2011 | Millor actriu secundària | Jessica Chastain   | Candidata  |
| 2011 | Millor repartiment       | Millor repartiment | Guanyadors |